# Коларица
Коларица (на гръцки: Μανιάκι, Маняки, до 1960 година Μανιάκη, до 1927 година Κολάρτζα, Колардза) е село в Егейска Македония, Гърция, в дем Суровичево (Аминдео), област Западна Македония.

## География
Селото е разположено в котловината Саръгьол на източния бряг на Островското езеро срещу село Пътеле (Агиос Пантелеймонас) на 12 километра северно от демовия център Чалджиево (Филотас).

## История

### В Османската империя
В 1889 година Стефан Веркович пише за Коларица:
| „ | Село Колацка със 70 мохамедански къщи. Данъкът им е 10000 пиастри. Жителите му се занимават със земеделие и скотовъдство. Жителите му носят названието саръгьолчани. Земята на селото е безлесна. | “ |

Според статистиката на Васил Кънчов („Македония. Етнография и статистика“) в 1900 година Коларица има 250 жители турци.
На Етнографската карта на Битолския вилает на Картографския институт в София от 1901 година Коларица е чисто турско село в Кайлярската каза на Серфидженския санджак със 75 къщи.

### В Гърция
През Балканската война в селото влизат гръцки войски и след Междусъюзническата остава в Гърция. Боривое Милоевич пише в 1921 година („Южна Македония“), че Коралца има 100 къщи турци. По силата на Лозанския договор турското население на Коларица е изселено и на негово място са заселени християни бежанци. В 1927 година селото е прекръстено на Маняки. В 1928 година Коларица е чисто бежанско село с 58 бежански семейства и 219 жители бежанци.
До 2011 година селото е част от дем Чалджиево (Филотас).
| Име               | Име                  | Ново име     | Ново име     | Описание                        |
| ----------------- | -------------------- | ------------ | ------------ | ------------------------------- |
| Гьол Бойну Тепеси | Γκιόλ Μποϊνοϋ Τεπεσί | Лофос Лимнис | Λόφος Λίμνης | връх на ЮЗ от Коларица (666 m)  |
| Хаджилар          | Χατζαλάρ             | Ерепия       | Ερείπια      | бивше село на Ю от Коларица     |
| Кури или Куру     | Κουρί Λόφος          | Логос        | Λόφος        | връх на Ю от Коларица (761 m)   |
| Нишан             | Νισάν                | Симади       | Σημάδι       | връх на С от Коларица (672,3 m) |

| Година    | 1913 | 1920 | 1928 | 1940 | 1951 | 1961 | 1971 | 1981 | 1991 | 2001 | 2011 | 2021 |
| --------- | ---- | ---- | ---- | ---- | ---- | ---- | ---- | ---- | ---- | ---- | ---- | ---- |
| Население |      |      |      |      |      |      |      |      |      | 526  | 484  | 411  |